# Astracantha dissecta
Astracantha dissecta là một loài thực vật có hoa trong họ Đậu. Loài này được (B.Fedtsch. & N.A.Ivanova) Podl miêu tả khoa học đầu tiên.